# Siège de Vitoria
Le siège de Vitoria s'est déroulé entre 1199 et 1200 entre les troupes du Royaume de Castille d'Alphonse VIII et celles du Royaume de Navarre  du monarque Sanche VII.

## Déroulement
La ville de Vitoria a été fondée par Sanche VI dit Le Sage en 1181 sur un ancien village appelé Gasteiz.
Le siège a duré huit ou neuf mois. Il a débuté le 5 juin 1199 et a pris fin par reddition le 25 janvier 1200. La place était commandée par Martin Txipia. L'offensive sur la ville a commencé avec des batteries et des assauts avec toute la rigidité des armes, rencontrant une forte résistance et un grand déversement de sang, comme cela figure dans les archives de San Millán de la Cogolla, en choisissant d'encercler la ville et empêchant ainsi l'entrée de nourriture et eau.
Pour lever le siège, Sanche VII dit le Fort a été appelé aux terres maures a tenté que ceux-ci attaquent la Castille et ainsi obliger à ouvrir un autre front. Après de longues négociations et étant donné la division dans le territoire maure il n'y est pas parvenu. L'évêque de Pampelune García Fernández a obtenu une trêve castillane et, avec un chevalier de la garnison assiégée, se sont adressés aux terres maures à exposer au roi navarrais la situation indéfendable de la ville pour obtenir leur libération. Après l'autorisation, due aussi au fait que l'armée castillane contrôlait le reste du territoire Alavais et de Guipuscoan, la ville se rendit en janvier 1200.